# Воловец
Волове́ц (укр. Волове́ць) — посёлок в Мукачевском районе Закарпатской области Украины. Административный центр Воловецкой поселковой общины. Известен как туристический центр и горнолыжный курорт, расположенный в высокогорье Украинских Карпат.

## Географическое положение
Расположен в высокогорье Украинских Карпат, на юг от водораздельного хребта, и на север от хребта Полонина Боржава, в узкой долине речки Вичи — притока Латорицы и Воливчика у подножия вершин Темнатик и Плай, на высоте около 500 м над уровнем моря.

## История
Археологические находки свидетельствуют, что местность современного Воловца была заселена в эпоху бронзы. В 1930 году здесь найдены два клада, состоящие из 23 бронзовых и 5 золотых предметов (с ним топоры, боевые чеканы-молоты, щиты, нестандартные кинжалы, Копья, рукозащитные спирали, браслеты) конца II тысячелетия до н. э.
По преданию, название Воловца происходит от названия речки Воливчик, в которой пастухи в древности поили волов, выпасавшихся на богатых травами полонинах.
Со времени перехода венгров через Карпаты в 895 году и до 1918 года Воловец входил в состав королевства Венгрии и Австро-Венгерской монархии; территориально находился в составе комитата Берег. С 1918 по 1939 — в составе Чехословацкой республики. С 1939 по 1944 его оккупировала хортистская Венгрия. С 1945 года в составе УССР СССР, районный центр Закарпатской области.
Первое упоминание о Воловце — старинном славянском селении — относится к 1433 г., когда он вместе с окрестными землями принадлежал феодалам Переньи и частично Билкеям.
В конце XIX века в селе проживало 882 человека.
В 1911 году Воловец посетил американский антрополог Джордж Дорсей, который был удивлен фактом того, что имея такие благоприятные условия проживания, люди часто уезжали на заработки в США.
Ожидаемо, что первая мировая война негативно отобразилась на благосостоянии населения и демографии.
1 декабря 1947 года здесь началось издание районной газеты.
Газоперекачивающая станция газопровода Уренгой — Помары — Ужгород в окрестностях Воловца сооружена строителями из Германской Демократической Республики.
3 мая 2022 года в Воловец прилетела российская ракета, что вызвало повреждение инфраструктуры железнодорожного объекта. Это был первый населённый пункт на Закарпатье, где случилось такое событие. 10 октября того же года в посёлке был слышен взрыв.

## Население
В январе 1989 года численность населения составляла 6760 человек.

### Языковой состав
Родной язык населения по данным переписи 2001 года:
| Язык       | Численность, чел. | Доля     |
| ---------- | ----------------- | -------- |
| Украинский | 5 081             | 98,13 %  |
| Русский    | 71                | 1,37 %   |
| Другие     | 26                | 0,50 %   |
| Итого      | 5 178             | 100,00 % |

## Галерея
- Вид на Воловец зимой
- Церковь в Воловце
- Гостиный двор Воловець
- Воловецкий сыр

## Горнолыжный курорт
Курорт Воловец понравится новичкам, лыжникам, которые только начали осваивать горные склоны. Этот поселок — идеальное место, если вы хотите посетить как можно больше достопримечательностей Карпат.
Отели в пгт. Воловец:
- Гринвич — размещение 50 человек.
- Над Вичей — размещение 25 человек.
- Гостиный двор Воловец — размещение 50 человек.

## Транспорт
В посёлке находится одноимённая крупная железнодорожная станция на основной магистральной трассе, пересекающей Карпаты: Львов—Стрый—Лавочное—Бескидский тоннель(перевал)—Воловец—Мукачево—Батьёво—Чоп. Здесь останавливаются все поезда, идущие из Львова, Стрыя в Закарпатье и, соответственно, в обратную сторону — как грузовые, так и пассажирские (причём и местного сообщения, и дальнего сообщения — как Украины, так и международные).
Станция является начальной (и конечной — в обратном направлении) для 23-х-километрового перевального участка Воловец—Лавочное (из Закарпатья в Прикарпатье) железной дороги через Карпаты с уклоном 29 тысячных (это участок с самым крутым уклоном на магистральных линиях бывшего СССР). Здесь осуществляется техническая проверка состояния состава, включая проверку тормозных систем, и — при необходимости — усиление тяги. Грузовые поезда от станции Воловец на подъём до Бескидского тоннеля, а далее на спуск до станции Лавочное идут под кратной тягой в 2-3 локомотива и подталкиваются локомотивом-толкачом. На участке используются двухсекционые локомотивы ВЛ11М. Аналогично организовано и обратное движение от станции Лавочное до станции Воловец.
В 11 км от Воловца через с. Нижние Ворота проходит международный автобан М17 Брест (французский) — Киев. Расстояние от Воловца до областного центра Ужгорода — 115 км. Расстояние до Львова — 190 км. Расстояние до Киева —750 км.